# Piedras Grandes
Piedras Grandes är en ort i Mexiko.   Den ligger i kommunen Tonayán och delstaten Veracruz, i den sydöstra delen av landet, 230 km öster om huvudstaden Mexico City. Piedras Grandes ligger 1 817 meter över havet och antalet invånare är 576.
Terrängen runt Piedras Grandes är kuperad åt sydväst, men åt nordost är den bergig. Runt Piedras Grandes är det tätbefolkat, med 511 invånare per kvadratkilometer. Närmaste större samhälle är Xalapa, 18,8 km söder om Piedras Grandes. Omgivningarna runt Piedras Grandes är en mosaik av jordbruksmark och naturlig växtlighet.